# Ephedrin
Ephedrine là một dược phẩm và chất kích thích. Nó thường được dùng để chống huyết áp thấp khi gây tê tủy sống. Nó cũng được dùng cho hen phế quản, chứng ngủ rũ, và béo phì mặc dù không phải là thuốc điều trị được ưa thích. Thuốc này khi chữa nghẹt mũi có hiệu quả không rõ ràng. Nó có thể được uống bằng miệng hoặc bằng cách tiêm vào cơ, tĩnh mạch, hoặc tiêm dưới da. Hiệu quả diễn ra nhanh với việc tiêm tĩnh mạch, trong khi tiêm vào cơ có thể mất 20 phút, và uống qua miệng có thể mất một giờ để có tác dụng. Khi tiêm tác dụng của thuốc kéo dài khoảng một giờ và khi uống bằng miệng tác dụng có thể kéo dài đến bốn giờ.
Các phản ứng phụ thường gặp bao gồm khó ngủ, lo lắng, nhức đầu, ảo giác, cao huyết áp, tim đập nhanh, chán ăn, và bí tiểu tiện. Phản ứng phụ nghiêm trọng bao gồm tai biến, nhồi máu cơ tim và lạm dụng chất này. Mặc dù có khả năng an toàn khi mang thai nhưng khả năng này vẫn chưa được nghiên cứu. Sử dụng thuốc này hạn chế khi cho con bú. Ephedrine hoạt động bằng cách kích hoạt các thụ thể adrenergic α và β.
Ephedrine được phân tách lần đầu năm 1885. Chất này có trong Danh sách các thuốc thiết yếu của WHO, gồm các thuốc hiệu quả và an toàn nhất trong một hệ thống y tế. Nó là một thuốc gốc có bán tự do. Giá bán buôn tại các nước đang phát triển vào khoảng 0.69 đến 1.35 USD mỗi liều dùng. Giá thuốc này tại Hoa Kỳ là không đắt. Ephedrine thường tìm thấy trong các loài thực vật chi Ma hoàng. Các chất bổ sung chế độ ăn kiêng chứa ephedrine là bất hợp pháp ở Hoa Kỳ. Ngoại lệ áp dụng cho các đơn thuốc đông y.